# Ilona M. Otto
Ilona Magdalena Otto (geborene Banaszak, * 1979 in Kłecko, Polen) ist eine österreichische Sozialwissenschaftlerin und Hochschullehrerin.

## Leben
Otto studierte von 1998 bis 2003 Sozialwissenschaften an der Adam-Mickiewicz-Universität Posen. Sie schloss ihr Studium mit dem Master in Soziologie ab. Mit einem Stipendium des Erasmus-Programms ging sie 2002 an die Fakultät für Sozialwissenschaften der Erasmus-Universität Rotterdam. Von 2003 bis 2004 absolvierte sie eine Doktorandenausbildung an der Abteilung für Wirtschaftswissenschaften der University of Galway. Von 2004 bis 2007 setzte sie ihre Doktorandenausbildung an der Abteilung für Ressourcenwirtschaft der Humboldt-Universität zu Berlin fort. 2007 promovierte sie am Albrecht Daniel Thaer-Institut für Agrar- und Gartenbauwissenschaften bei Konrad Hagedorn mit einer Arbeit zum Thema Success and Failure of Cooperation in Agricultural Markets Evidence from Producer Groups in Poland.
2007 arbeitete Otto als Nachwuchswissenschaftlerin der Polnischen Akademie der Wissenschaften in einem Forschungszentrum für Land- und Forstwirtschaft. Von 2007 bis 2010 war sie Postdoktorandin am Institut für Prognoseforschung der Slowakischen Akademie der Wissenschaften in Bratislava. 2009 machte Otto an der Mansholt Graduate School of Social Sciences der Universität Wageningen eine Ausbildung in Ökonometrie. Von 2010 bis 2015 war Otto Postdoc am Potsdam-Institut für Klimafolgenforschung im Forschungsbereich II Klimafolgen und Vulnerabilität. Dann wechselte sie in den Forschungsbereich I Erdsystemanalyse, wo sie bis 2019 als wissenschaftliche Mitarbeiterin tätig war. Seit 2019 ist sie dort Principal Investigator (PI) des Projektes CASCADES.
2017 habilitierte sich Otto an der Fakultät für Biowissenschaften der Humboldt-Universität mit einer Arbeit zum Thema Vom Regierungshandeln zur Governance: Probleme und Spannungen bei der Überführung von Umweltressourcen in eine „Polycentric Governance“. Gutachter waren Konrad Hagedorn und Frank Wechsung.
2020 folgte Otto einem Ruf an das Wegener Center der Universität Graz, wo sie seither Professorin für gesellschaftliche Auswirkungen des Klimawandels ist.

## Gastaufenthalte
Otto weilte als Gastforscherin an mehreren Universitäten, darunter
- 2010: an der Wasserforschungsabteilung der Provinz Hebei in Shijiazhuang, Volksrepublik China
- 2014–2015: an der Fakultät für öffentliche Angelegenheiten der Zhejiang-Universität in Hangzhou, China
- 2015: an der Hochschule für nordostasiatische Wirtschaft und Handel der Universität Incheon in Incheon, Südkorea[2][3]

## Forschungsinteressen
Otto forscht auf den Gebieten des Klimawandels, seiner sozialen Auswirkungen und seiner Beeinflussbarkeit. Sie untersucht Lebensstilemissionen und soziale Kipppunkte. Im Rahmen des EU-Förderprogramms Horizont 2020 ist Otto Projektleiterin des Projekts CASCADES (Cascading Climate Risks). Sie koordiniert das Climate KIC Projekt (KIC = Knowledge and Innovation Communities = Wissens- und Innovationsgemeinschaften) REBOOST (A Boost for Rural Lignite Regions = Ein Schub für ländliche Braunkohleregionen). Sie arbeitet auch bei anderen Horizont-2020-Projekten, darunter ENBEL (= Enhancing Belmont Research Action beim Belmont-Forum), das Klimawandel und Gesundheit verbindet, sowie HighHorizons, das sich mit Hitzeindikatoren für die globale Gesundheit beschäftigt, mit der Überwachung, und mit Frühwarnsystemen und Anpassungs- und Abschwächungsmaßnahmen zur Reduzierung der Hitzeauswirkungen bei schwangeren Frauen, Säuglingen und Gesundheitspersonal in der Europäischen Union und in Afrika. Sie ist Mitautorin des Weltbankberichtes Turn Down the Heat: Confronting the New Climate Normal.
Darüber hinaus befasst sich Otto mit der Frage, wie eine konstruktive und positive Kommunikation rund um den Klimawandel gestaltet werden kann. Sie untersucht, welche Narrative jenseits von Verzicht, Katastrophenszenarien und negativen Folgen in der öffentlichen Debatte vermitteln lassen, dass Klimaschutz zugleich Chancen auf mehr Freiheiten und Lebensqualität eröffnen kann. Ein zentraler Forschungsaspekt ist dabei, wie Maßnahmen wie ein Klimaticket oder Klimageld zur Erreichung von mehr Akzeptanz und Begeisterung in der Bevölkerung kommuniziert werden sollten.
Otto hat mehr als 100 Publikationen verfasst. Ihr h-Index liegt bei 27.

## Vorlesungen
Otto hält Vorlesungen über Themen, die sich mit dem Klimawandel und seiner Verbindung zum menschlichen Verhalten beschäftigen, darunter Systemmodellierung, Systemanalyse, Sozialwissenschaften, Verhaltensanalyse, Umweltsoziologie, Sozioökologische Systeme, gesellschaftlichen Metabolismus, Sozialwissenschaftliche Aspekte des Klimawandels, Sozial-ökologische Transformation, Erdsystemwissenschaft, Anthropozän, Nachhaltigkeit, Globale Erwärmung und Energiemanagement.

## Rezeption
Die Forschungsergebnisse von Otto, speziell ihre Untersuchungen zu Lebensstilemissionen, sozialen Kipppunkten und ihre positiven Äußerungen zur Umweltbewegung, zu Aktionen von Fridays for Future und von Letzte Generation wurden von der Presse aufmerksam beobachtet und kommentiert. Berichte darüber fanden sich in mehreren Zeitungen, Zeitschriften und öffentlichen Medien, darunter im Falter, in der taz, in The Conversation, in CNN-News, in The New York Times und in der Tagesschau. Die Zeitungen Forbes und Die Welt berichteten ebenfalls zu diesen Themen.

## Schriften (Auswahl)
- Joost Swiers, Chloe R Brimicombe, Katharina Wieser, Ilona M Otto: Wie beeinflusst der Klimawandel unsere Gesellschaft und damit unsere Gesundheit?, 2023, Zeitschrift für Pneumologie, Band 20, Ausgabe 3 online
- Ilona M Otto: Social tipping points and abrupt system changes, 2020, EAERE Magazine, Band 2020, Ausgabe 9 online
- Ilona M Otto, Jonathan F Donges, Roger Cremades, Avit Bhowmik, Richard J Hewitt, Wolfgang Lucht, Johan Rockström, Franziska Allerberger, Mark McCaffrey, Sylvanus SP Doe, Alex Lenferna, Nerea Morán, Detlef P Van Vuuren, Hans Joachim Schellnhuber: Social tipping dynamics for stabilizing Earth’s climate by 2050, 2020, Proceedings of the National Academy of Sciences, Band 117, Ausgabe 5 online
- Alex Lenferna, Ilona M. Otto, Jonathan Donges: How social ‘tipping points’ could limit global warming, 2020, in The Conversation online
- Richard J. Hewitt, Nicholas Bradley, Andrea Baggio Compagnucci, Carla Barlagne, Andrzej Ceglarz, Roger Cremades, Margaret McKeen, Ilona M. Otto, Bill Slee: Social Innovation in Community Energy in Europe: A Review of the Evidence. In: Frontiers in Energy Research. Band 7, Nr. 31, 5. April 2019, doi:10.3389/fenrg.2019.00031.
- Ilona M Otto, Kyoung Mi Kim, Nika Dubrovsky, Wolfgang Lucht: Shift the focus from the super-poor to the super-rich, 2019, Nature Climate Change, Band 9, Ausgabe 2 online
- Ilona M Otto, Diana Reckien, Christopher PO Reyer, Rachel Marcus, Virginie Le Masson, Lindsey Jones, Andrew Norton, Olivia Serdeczny: Social vulnerability to climate change: a review of concepts and evidence, 2017, Regional environmental change, Band 17 online
- Ilona Otto-Banaszak, Piotr Matczak, Justus Wesseler, Frank Wechsung: Different perceptions of adaptation to climate change: a mental model approach applied to the evidence from expert interviews, 2011, Regional environmental change, Band 11 online
- Ilona Banaszak: Determinants of successful cooperation in agricultural markets: evidence from producer groups in Poland, 2008, Strategy and governance of networks: cooperatives, franchising, and strategic alliances, Physica-Verlag HD online

## Online-Vorträge (Auswahl)
- Univ.-Prof. Dr. Ilona M. Otto - „Kaskadierende Klimarisiken“ auf YouTube, 3. Februar 2023, abgerufen am 12. Januar 2024.
- So erreichen wir das Null-Emissionen-Ziel auf YouTube, 5. Mai 2022, abgerufen am 12. Januar 2024.
- Klimawandel: Social simulations für den Klimaschutz, Ilona Otto auf YouTube, 20. November 2020, abgerufen am 12. Januar 2024.
- Social Tipping Elements (Online-Seminar mit PD Dr. habil. Ilona M. Otto) auf YouTube, 4. Mai 2020, abgerufen am 12. Januar 2024.